# 超化镇
超化镇，是中华人民共和国河南省郑州市新密市下辖的一个乡镇级行政单位。

## 行政区划
超化镇下辖以下地区：
超化村、王村、河西村、郑家庄村、湖地村、莪沟村、龙台村、王岗村、楚岭村、油坊沟村、栗林村、黄路山村、圣帝庙村、草庙村、任沟村、新庄村、东店村、樊寨村、申沟村、杏树岗村、崔庄村、周岗村、李坡村和黄固寺村。